# Белмонти (Португалия)
Белмо́нти (порт.  Belmonte; [bɛɫ'mõt(ɨ)]) — посёлок городского типа в Португалии, центр одноимённого муниципалитета в составе округа Каштелу-Бранку. Численность населения — 3,2 тыс. жителей (посёлок),7,7 тыс. жителей (муниципалитет). Посёлок и муниципалитет входит в экономико-статистический регион Центральный регион и субрегион Кова-да-Бейра. По старому административному делению входил в провинцию Бейра-Литорал.
Покровителем посёлка считается Иаков Зеведеев (порт. São Tiago).
Праздник посёлка — 26 апреля.

## Расположение
Посёлок расположен в 62 км на север от адм. центра округа города Каштелу-Бранку.
Муниципалитет граничит:
- на севере — муниципалитет Гуарда
- на востоке — муниципалитет Сабугал
- на юго-востоке — муниципалитет Фундан
- на западе — муниципалитет Ковильян

## Население
| Население муниципалитета Белмонти (1801—2004) | Население муниципалитета Белмонти (1801—2004) | Население муниципалитета Белмонти (1801—2004) | Население муниципалитета Белмонти (1801—2004) | Население муниципалитета Белмонти (1801—2004) | Население муниципалитета Белмонти (1801—2004) | Население муниципалитета Белмонти (1801—2004) | Население муниципалитета Белмонти (1801—2004) | Население муниципалитета Белмонти (1801—2004) |
| --------------------------------------------- | --------------------------------------------- | --------------------------------------------- | --------------------------------------------- | --------------------------------------------- | --------------------------------------------- | --------------------------------------------- | --------------------------------------------- | --------------------------------------------- |
| 1801                                          | 1849                                          | 1900                                          | 1930                                          | 1960                                          | 1981                                          | 1991                                          | 2001                                          | 2004                                          |
| 2946                                          | 3969                                          | 6573                                          | 8190                                          | 9109                                          | 6765                                          | 7411                                          | 7592                                          | 7662                                          |

## История
Посёлок основан в 1199 году по указанию португальского короля Санчо I. Белмонти с XV столетия сыграл немалую роль в истории Великих географических открытий и мореплавания. В частности, здесь родился первооткрыватель Бразилии Педру Алвариш Кабрал — первый в истории путешественник, посетивший четыре материка (Америку, Европу, Азию и Африку).
В Белмонти жили и работали многие португальские мореплаватели, астрономы и географы — Перу да Ковильян, первый португалец, побывавший в индийском городе Каликут; астроном и врач Жозе Визинью; астроном и географ Руй Фалейру, участвовавший в подготовке экспедиции Ф. Магеллана и другие.
После издания Альгамбрского эдикта 1492 года из Испании в Португалию бежали многие тысячи евреев, осевших в северной Португалии в районе Серра-да-Эштрела. Из этой среды португальских евреев-сефардов в XV—XVI веках вышли многие известные астрономы, картографы и математики, послужившие успехам португальского мореплавания в тот период. Прибытие еврейских переселенцев послужило также развитию ремёсел и торговли на севере страны. В 1497 году они были принуждены и в Португалии принять христианство, однако многие втайне соблюдали иудейские обряды и традиции. Поселившиеся в Белмонти евреи и их потомки представляют одну из последних общин криптоиудеев на Пиренейском полуострове. В декабре 1996 года в этом городке была открыта синагога, построенная на средства богатых марокканских и американских евреев.

## Достопримечательности
- замок Белмонти

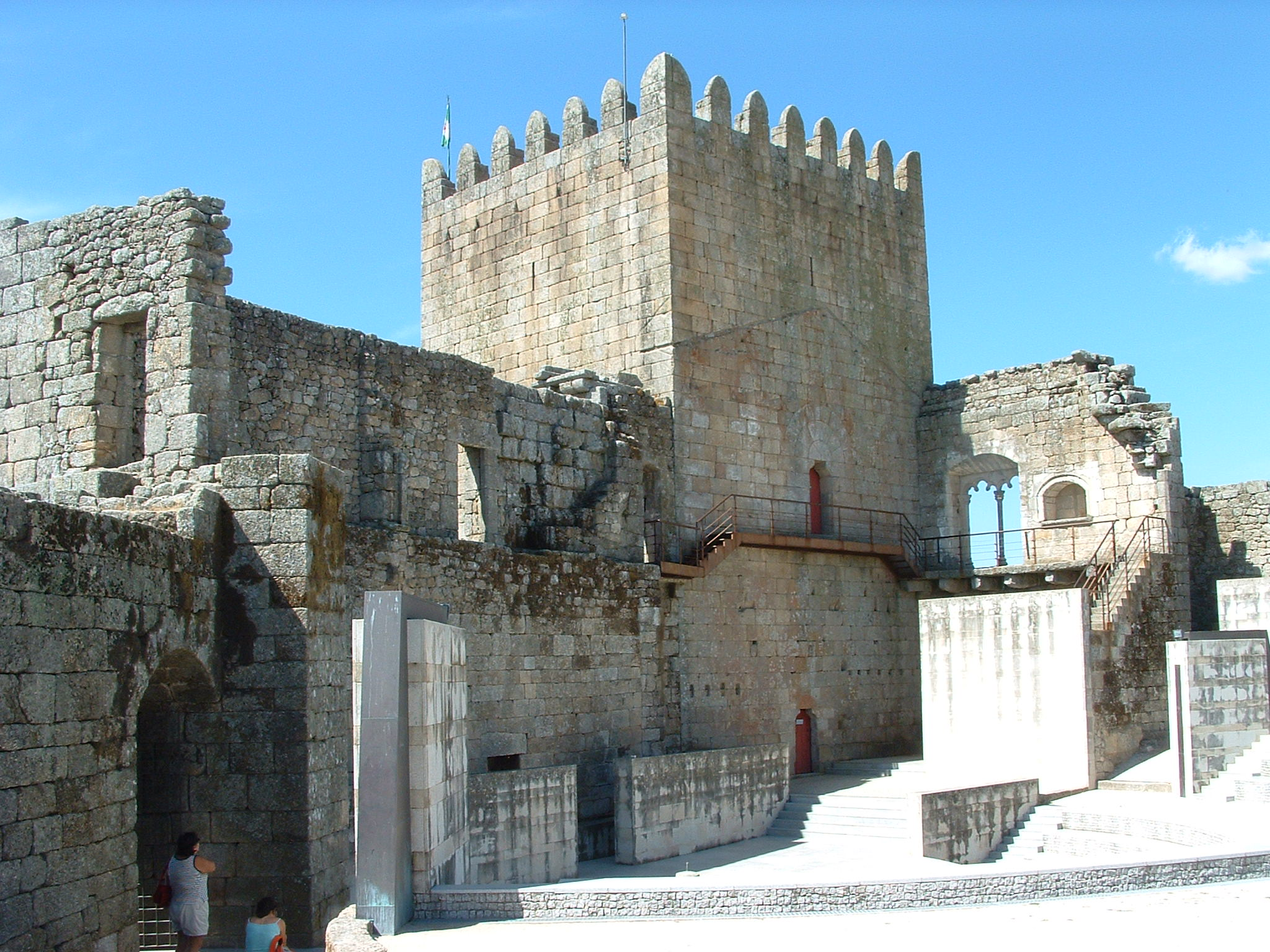
Замок Белмонти

- руины древнеримской башни Centum Celae
- Бельмонтский монастырь (ныне отель «Пусада»)
- Еврейский музей Бельмонте
- Новая синагога «Бет-Элияху»
- романо-готическая капелла де Сантьяго

## Районы
В муниципалитет входят следующие районы:
1. Белмонти
2. Кария
3. Колмеал-да-Торре
4. Ингиаш
5. Масаиньяш